# Брюллов, Карл Павлович
Карл Па́влович Брюлло́в (при рождении и до 1822 года — Брюлло́), Брюлов, Брылло (12 [23] декабря 1799, Санкт-Петербург, Российская империя — 11 [23] июня 1852, Манциана, близ Рима, Папская область) — русский живописец и рисовальщик из семьи Брюлловых, последователь романтизма, наиболее значимый и влиятельный петербургский художник николаевской эпохи, педагог; мастер исторической картины и монументальных росписей, создатель знаменитого полотна «Последний день Помпеи», также успешно работал как портретист и жанрист.
Почётный вольный общник (с 1834) и профессор (в 1836—1849) Императорской Академии художеств, наставник многочисленной группы учеников и последователей, известной под его именем — брюлловской школы; почётный член Московского художественного общества (с 1844), иностранный член ряда художественных обществ Европы, в том числе Академии Святого Луки в Риме. Коллежский советник (1846).

## Обзор творчества
Родился в семье потомственных художников. Сын академика орнаментальной скульптуры П. И. Брюлло. Именно отец стал его первым учителем. В 1809—1821 годах учился в Императорской Академии художеств у А. И. Иванова, А. Е. Егорова, В. К. Шебуева. Окончил Академию с большой золотой медалью (за картину «Явление Аврааму трёх Ангелов у дуба Мамврийского») и аттестатом 1-й степени. С 1822 по 1834 год как пенсионер Общества поощрения художников жил и работал в Италии, где написал картину «Последний день Помпеи» (1830—1833), удостоенную в Париже Гран-при. Одновременно создал ряд портретов, в том числе картину «Всадница» (1832), принёсших ему громкую славу. В 1835 году совершил путешествие по Греции и Турции, во время которого исполнил ряд графических работ. В том же году вернулся в Россию, до 1836 года жил в Москве, где познакомился с А. С. Пушкиным, затем переехал в Санкт-Петербург. В 1836—1849 годах преподавал в Академии художеств. Исполнил ряд портретов деятелей русской культуры, в том числе Н. В. Кукольника (1836), И. П. Витали (1836—1837), В. А. Жуковского (1837), И. А. Крылова (1839). Был дружен с М. И. Глинкой и Н. В. Кукольником. В 1843—1847 годах принимал участие в живописных работах для Казанского собора в Санкт-Петербурге. В этот же период совместно с В. Шебуевым, И. К. Дорнером, Ф. Бруни, П. К. Клодтом и др. работал над оформлением Исаакиевского собора. Брюллов обязался расписать главный купол, площадью 800 квадратных метров, и паруса в центральном нефе (работы были завершены П. В. Басиным). В связи с болезнью в 1849 году уехал на остров Мадейра. За время жизни там выполнил большое количество акварельных портретов своих друзей и знакомых («Всадники. Портрет Е. И. Мюссара и Э. Мюссар», 1849). С 1850 года жил в Италии. Был членом Миланской и Пармской академий, а также Академии Св. Луки в Риме.
Творчество К. П. Брюллова стало вершиной позднего русского романтизма, когда чувство гармонической цельности и красоты мира сменилось ощущением трагизма и конфликтности жизни, интересом к сильным страстям, необычайным темам и ситуациям. На первый план вновь выдвигается историческая картина, но теперь её главная тема — не борьба героев, как в классицизме, а судьбы огромных человеческих масс. В своём центральном произведении «Последний день Помпеи» Брюллов соединил драматизм действия, романтические эффекты освещения и скульптурную, классически совершенную пластику фигур. Картина принесла художнику огромную известность как в России, так и в Европе.
Выдающийся мастер как парадного, так и камерного портрета, Брюллов совершил в своём творчестве показательную для эпохи романтизма эволюцию — от радостного приятия жизни ранних произведений («Всадница», 1832) до усложнённого психологизма поздних («Автопортрет», 1848), предвосхитив достижения мастеров второй половины века, например, таких как И. Е. Репин («Портрет М. П. Мусоргского», 1881). Брюллов оказал огромное влияние на русских художников, среди которых у него было множество последователей и подражателей.
На памятнике скульптора М. О. Микешина «Тысячелетие России», поставленном в Новгороде в 1862 году, К. П. Брюллов изображён среди 16 фигур писателей и художников Русского государства с древнейших времён до середины XIX века.
Брат Александр Брюллов, архитектор, представитель романтизма.

## Биография

### Детские годы. Учёба в Академии
Карл Брюллов родился 23 декабря 1799 года в Санкт-Петербурге в семье академика, преподавателя в классе орнаментальной скульптуры петербургской Академии художеств, резчика по дереву, мастера миниатюрной живописи и гравёра французского происхождения Павла Ивановича Брюлло (Brulleau, 1760—1833) и его супруги Марии Ивановны Шрёдер (Schroeder), имевшей немецкие корни (см. о семье Брюлловы). Кроме него, в семье было ещё три сына и две дочери.
С раннего детства, несмотря на свою болезненность, Карл по воле отца, желавшего обучить мальчика живописи, осваивал навыки, необходимые для будущей профессии: рисовал людей и животных в разных ракурсах, а с 1805 года, когда Павел Иванович ушёл в отставку, часто помогал ему в работе над оформлением Кронштадтской церкви и над другими различными заказами.
В октябре 1809 года мальчик был зачислен на казённое содержание в Императорскую Академию художеств в Петербурге, где проучился до 1821 года. В числе его учителей был А. И. Иванов. Карл быстро зарекомендовал себя блестящим, разносторонне одарённым учеником, легко справлялся со всеми учебными заданиями, благодаря чему снискал всеобщую любовь. В старших классах юноша часто помогал своим однокурсникам, за небольшую плату правя их экзаменационные работы. В дальнейшем Карл получил золотую медаль по классу исторической живописи.
Первой значимой работой Брюллова стало полотно «Гений искусства» (1817—1820, Государственный Русский музей, Санкт-Петербург), созданное в соответствии с академическими требованиями и признанное Академическим Советом образцом для копирования. В 1819 году молодой художник создал ещё одну известную картину «Нарцисс, смотрящий в воду», которую А. И. Иванов выкупил для своей коллекции. Ныне она хранится в Государственном Русском музее в Санкт-Петербурге.

### Первое путешествие в Италию. Итальянский период жизни (1823—1835)
В 1821 году Брюллов окончил Академию и в качестве выпускной работы написал картину «Явление Аврааму трёх ангелов у дуба Мамврийского», за которую получил большую золотую медаль и право на пенсионерскую поездку за границей. Но президент Академии А. Н. Оленин настоял на том, чтобы молодой художник остался в Академии ещё на три года для совершенствования мастерства, назначив ему в наставники мало одарённого и не пользовавшегося авторитетом у студентов художника А. И. Ермолаева. Просьба Брюллова о замене учителя была отклонена. Тогда Карл отказался от пенсионерской поездки. В это самое время на живописца обратило внимание недавно созданное известными на то время меценатами Общество поощрения художников (ОПХ) и, чтобы убедиться в его таланте, предложило ему выполнить несколько работ на программные темы, пообещав взамен оплатить заграничную поездку. Результатом этого предложения стали две картины Брюллова «Эдип и Антигона» (1821, Тюменский краеведческий музей) и «Раскаяние Полиника» (1821, местонахождение неизвестно), после которых ему было предложено поехать за границу для совершенствования своего мастерства. Взамен с него бралось обязательство составлять подробные отчёты о своих впечатлениях и результатах изучения произведений искусства, а также предоставлять новые работы. Карл согласился и вместе со своим братом Александром 16 августа 1822 года отбыл в Италию.
До 1822 года Карл и Александр Брюлловы носили фамилию своих предков Брюлло. Именно в связи с этой поездкой фамилия двух братьев была русифицирована, получив русское окончание в Высочайшем указе, которым было дано соизволение императора Александра I на их художественную поездку за границу.
В мае 1823 года братья Брюлловы прибыли в Рим, посетив по пути Ригу, Кёнигсберг, Берлин, Дрезден, Мюнхен, Венецию, Падую, Верону, Мантую и Болонью. Буквально сразу после прибытия в Рим художник получил от ОПХ задание выполнить копию с фрески Рафаэля «Афинская школа», ставшей последней ученической работой живописца.
По прибытии в Италию Брюллов увлёкся жанровой живописью и наряду с картинами на исторические и религиозные сюжеты стал писать работы на эту тему, черпая вдохновение из окружавшей его действительности. Первой удачной работой в этом жанре стала картина «Итальянское утро» (1823, Кунстхалле, Киль). Увидев её в Петербурге, современники были поражены оригинальной трактовкой сюжета и свежестью письма, а император Николай I, после того, как ОПХ подарило ему эту картину, пожаловал Брюллову бриллиантовый перстень и поручил написать парную к ней картину. Ею стала работа «Итальянский полдень (Итальянка, снимающая виноград)» (1827, Государственный Русский музей, Санкт-Петербург), однако она не понравилась ни императору, ни ОПХ из-за неподобающего, по общему мнению, сюжета с точки зрения высокого искусства. В ответ на критику Брюллов в 1829 году разорвал отношения с ОПХ.
Помимо больших полотен жанровой живописи, в 1827 году художник увлёкся созданием акварелей — небольших по размеру произведений, ставших для мастера удачной возможностью для передачи жизненных наблюдений. Из-за своей тематики эти работы носили название «итальянский жанр», поскольку чаще всего заказывались аристократами в качестве сувенира из Италии и призваны были служить развлекательным и декоративным целям. Однако, помимо заказных акварелей, Брюллов писал и вполне самостоятельные работы в этом жанре. Всех их отличали воздушность, солнечность, лёгкость, сюжетная развёрнутость, идилличность, в некоторых случаях — ироничность автора над своими героями («Сон монашенки», 1831, Государственный Русский музей, Санкт-Петербург). Как правило, художник писал акварели с помощью больших лаконичных цветовых пятен, достигая выразительности их контрастными сочетаниями. Его первые работы были малофигурны и главным образом передавали личные переживания героев («Прерванное свидание», 1827, Государственная Третьяковская галерея, Москва); впоследствии они стали включать в себя всё большее количество людей («Гулянье в Альбано», 1830—1833, Государственная Третьяковская галерея, Москва), не последнюю роль в них стал играть пейзаж. Некоторые акварели были сугубо пейзажными («Итомская долина перед грозой», 1835, Государственный музей изобразительных искусств им. А. С. Пушкина, Москва). Общим недостатком этих произведений было, пожалуй, только отсутствие психологических трактовок в образах, но законы жанра зачастую и не предполагали наличие таковых в акварелях. Большинство из них воспевало Италию с её прекрасной природой и представляло итальянцев народом, генетически сохранившем античную красоту своих предков, наделённым врождённой пластикой и грацией движений и поз и живущим по законам красоты и эстетики.
Но подлинную славу и популярность в Италии принесли молодому художнику его портреты представителей итальянской знати и своих соотечественников. Не последнюю роль в решении Брюллова разорвать отношения с ОПХ сыграло как раз наличие на тот момент множества заказов, что позволяло ему обходиться без финансовой поддержки со стороны. Портреты Брюллова итальянского периода отличались сочетаниями элементов классицизма, реализма и барокко, стремлением передать внутреннюю жизнь героев — иногда через обилие бытовых деталей, призванных полнее раскрыть героев полотен и мир, в котором они живут. Иногда его работы носили несколько декоративный характер благодаря подчёркнутой изысканности обстановки и изображённых моделей. Эта особенность сохранилась и на некоторых портретах позднего периода творчества живописца.
В 1830 году Брюллов приступил к работе над большой картиной с историческим сюжетом — «Последний день Помпеи» (1830—1833), заказанной ему Анатолием Николаевичем Демидовым. Замысел картины был связан с возникшей тогда модой на археологию и с актуальностью: в 1828 году произошло извержение Везувия. Для более точной и полной передачи трагедии Брюллов тщательно изучил многочисленные литературные источники, в которых рассказывалось о древней катастрофе, и побывал на раскопках в Помпеях и Геркулануме и сделал на месте ряд эскизов пейзажа, руин, окаменелых фигур. Известно, что на полотне изображена часть улицы Гробниц, которую художник изобразил, стоя спиной к городским воротам. К этому же времени относится его знакомство с Ю. П. Самойловой, аристократкой из рода Скавронских, родственников императрицы Екатерины I. Знаменитые портреты «Юлия Самойлова с воспитанницей и арапчонком» и «Всадница» (1832, Государственная Третьяковская галерея, Москва), а также незаконченная картина «Вирсавия» (1832, Государственная Третьяковская галерея, Москва), которой художник подводил итог своим творческим исканиям, также связаны с этим этапом жизни Брюллова.

### Возвращение в Россию. Петербургский период (1836—1849)
Картина «Последний день Помпеи» была завершена в 1833 году и произвела настоящую сенсацию в Европе и России. Для русской живописи эта работа стала новаторством в первую очередь из-за сюжета, изображавшего не выдающуюся историческую личность, а целый народ в часы трагедии. Император Николай I, увидев картину, пожелал лично видеть Брюллова в Петербурге и передал ему распоряжение возвращаться на родину. Однако перед возвращением живописец принял приглашение графа В. П. Давыдова принять участие в путешествии по Малой Азии, Греции и Ионическим островам. В Афинах Брюллов тяжело заболел жёлтой лихорадкой, из-за чего был вынужден расстаться со своими спутниками. Немного оправившись, живописец через Малую Азию отправился в Константинополь, где его ждало новое предписание императора немедленно прибыть в Петербург, чтобы занять место профессора Императорской Академии художеств. Наконец в 1836 году через Одессу и Москву Брюллов вернулся в Петербург. Пребывание в Москве, куда живописец приехал в декабре 1835 года, затянулось на несколько месяцев: Москва встречала Брюллова как героя, устраивая в его честь торжественные приёмы. На одном из таких вечеров художник познакомился с А. С. Пушкиным. Ещё одним событием стало его знакомство со знаменитым московским портретистом, бывшим крепостным В. А. Тропининым: ещё в Италии Брюллов был много наслышан о нём. Знакомство переросло в крепкую дружбу: во время своего пребывания в Москве Брюллов, высоко оценивший как талант и профессионализм художника, так и его личные качества, часто посещал Тропинина, не раз пренебрегая очередным парадным обедом, устроенным в его честь. Однако, кроме присутствия на приёмах и посещения тропининского дома, Брюллов продолжал работать над новыми произведениями, создав портреты поэта графа А. К. Толстого, его дяди А. А. Перовского (писателя Антония Погорельского) и очень поэтичную и романтическую картину «Гадающая Светлана» (1836, Нижегородский художественный музей), навеянную одноимённой балладой В. А. Жуковского.
В Петербурге живописца ожидал торжественный приём в Академии художеств и триумф «Последнего дня Помпеи». К его приезду картина успела побывать в Париже (Лувр, 1834), где была холодно принята парижской критикой, несмотря на то, что получила первую премию на парижском Салоне 1834 года: это была (уже!) эпоха Делакруа и французского романтизма. Картина была подарена Демидовым Николаю I, который поместил её в императорский Эрмитаж, а затем подарил Академии художеств. В настоящее время она находится в Русском музее.
И стал «Последний день Помпеи»
Для русской кисти первый день.
Е. А. Баратынский
С 1836 по 1849 год Брюллов жил и работал в Петербурге. Сразу по возвращении в столицу ему было присвоено звание младшего (второй степени) профессора Академии художеств, поручено руководство историческим классом Академии и предложено написать большую картину на тему из русской истории, утверждённую Академией и одобренную императором, для получения звания старшего профессора. Такой картиной должна была стать «Осада Пскова польским королём Стефаном Баторием в 1581 году» (1839—1843, Государственная Третьяковская галерея, Москва). Брюллов и сопровождавший его художник-археолог Ф. Г. Солнцев по приказу императора посетили Псков, где художник сделал множество натурных зарисовок и изучал сохранившиеся древности. Однако картина так и осталась незаконченной, несмотря на столь тщательный подход к её созданию.
В Петербурге упрочилась слава Брюллова как виртуозного модного портретиста. Многие считали за честь быть запечатлёнными прославленным мастером. Его перу этого периода принадлежат многочисленные парадные портреты русской знати и т. н. «интимно-камерные портреты» выдающихся людей своего времени, отличавшиеся более глубокой и осмысленной трактовкой образа модели. К числу наиболее удачных и известных работ этого жанра относятся портреты Н. В. Кукольника (1836, Государственная Третьяковская галерея, Москва), В. А. Жуковского (1837—1838), И. А. Крылова (1839, Государственная Третьяковская галерея, Москва), Ю. П. Самойловой с воспитанницей (другое название картины «Маскарад») (1839, Государственный Русский музей, Санкт-Петербург), писателя А. Н. Струговщикова (1840, Государственная Третьяковская галерея, Москва), брата А. П. Брюллова (1841, Государственный Русский музей, Санкт-Петербург) и многие другие; к этому же времени относится и создание знаменитого «Автопортрета» (1848, Государственная Третьяковская галерея, Москва).
В 1837 году к Брюллову обратился Жуковский с просьбой написать его портрет для императорской фамилии, с тем чтобы использовать вырученные средства на выкуп из крепостничества Тараса Шевченко. Брюллов охотно согласился, и портрет Жуковского с помощью графа М. Ю. Виельгорского был разыгран в придворной лотерее, которая принесла 2500 рублей, необходимые для освобождения Шевченко. 22 апреля 1838 года Шевченко получил свободу и поступил в Академию художеств, став позднее одним из любимых учеников Брюллова.
Также Брюллов пробовал себя в жанре монументально-декоративной живописи, расписывая лютеранскую церковь на Невском проспекте.
Состоял в ложе «Избранного Михаила».

### Последние годы
В 1843 году Брюллов в числе лучших живописцев академической школы получил приглашение участвовать в росписи Исаакиевского собора. Ему было предложено расписать плафон большого купола фигурами апостолов, евангелистов и серией картин на тему «Страсти Христовы». Художник с большим интересом приступил к работе над эскизами. К 1848 году они были завершены, и Брюллов приступил к самой живописи. Однако тяжёлая работа в сыром недостроенном соборе подорвала и без того слабое здоровье живописца, дав осложнения на сердце и обострив ревматизм, поэтому уже в феврале художник просил об освобождении от работ. Его просьба была удовлетворена. К этому времени он уже написал почти все основные фигуры плафона, так что заканчивавшему его работу П. В. Басину оставалось только дописать фон и создать несколько картин для оформления центрального пространства храма по картонам Брюллова.
Одним из наиболее значительных полотен художника этого периода стала картина «Христос во гробе» (1845—1846), вошедшая в 2016 году в коллекцию Русского музея после конфискации у частного коллекционера.
27 апреля 1849 года по настоянию врачей Брюллов покинул Россию и через Польшу, Пруссию, Бельгию, Англию и Португалию направился лечиться на остров Мадейра. В этом же году художник вернулся в Италию, а весной и летом 1850 года посетил Испанию, изучая живопись Веласкеса и Гойи. В этом же году Брюллов окончательно вернулся в Италию. В это время художник познакомился с соратником Гарибальди А. Титтони, в доме которого он практически и прожил последние годы своей жизни. Большинство поздних портретов и акварелей Брюллова до сих пор хранятся в частной коллекции этой семьи. Для многих работ этого периода характерны некоторая театрализация и романтическая взволнованность образов, а также стремление запечатлеть дух самого времени через представленные образы, превращая их в точные исторические свидетельства. Последним шедевром художника стал портрет его старого знакомого археолога Микеланджело Ланчи, созданный в 1851 году.

### Смерть
Карл Павлович Брюллов скончался 11 [23] июня 1852 года, в возрасте 52 лет, в местечке Манциана под Римом, где лечился минеральными водами. По свидетельству русского представителя в Риме, смерть наступила через три часа после приступа удушья.
Художник был похоронен в Риме на Некатолическом кладбище в Тестаччо, по лютеранскому обряду.

## Личная жизнь
Долгие годы Брюллов был связан с графиней Юлией Самойловой, которая была его музой и натурщицей.
В 1838 году Брюллов познакомился с 18-летней Эмилией Тимм (1821—1877), дочерью рижского бургомистра Георга Фридриха Тимма, и влюбился в неё. 27 января 1839 года они поженились, однако уже спустя месяц супруги расстались навсегда. Эмилия уехала с родителями в Ригу, инициированный Брюлловым бракоразводный процесс продолжался до 1841 года. Причина разрыва осталась неизвестной петербургскому обществу, которое во всём обвиняло мужа. Брюллов, оклеветанный, по его словам, женой и её родными, стал изгоем. Исследователи утверждают, что истинной причиной разрыва стала связь Эмилии с одним из своих близких родственников, которая продолжалась и после её замужества. Вероятно, о неверности невесты Брюллов узнал перед самой свадьбой, которая всё-таки состоялась под давлением родителей Эмилии. В это нелёгкое для художника время его поддержала приехавшая из Италии в Петербург Самойлова.

## Адреса в Санкт-Петербурге
- 23.12.1799 — 10.1809 — Дом П. И. Брюллова — Средний проспект, 17;
- 10.1809 — Осень 1821 года — Академия художеств — Университетская набережная, 17;
- осень 1821 — 08.1822 года — Временная деревянная мастерская на Соборной площади (не сохранилась);
- 23.05. — начало 08.1836 года — квартира С. А. Соболевского в доме Таля — Невский проспект, 6;
- начало 08.1836 — 04.1849 года — здание Академии художеств — Университетская набережная, 17.

## Галерея известных работ
- Итальянское утро, 1823
- Итальянский полдень, 1827
- Девушка, собирающая виноград в окрестностях Неаполя, 1827
- Последний день Помпеи, 1830—1833
- Всадница, 1832
- Портрет М. А. Бек, 1840
- Портрет графини Юлии Павловны Самойловой, удаляющейся с бала с приёмной дочерью Амацилией Паччини (Маскарад), не позднее 1842
- Портрет великой княгини Елены Павловны с дочерью Марией, 1830
- Портрет генерал-адъютанта графа Василия Алексеевича Перовского, 1837
- Портрет гр. К. А. Поццо ди Борго, 1833—1835
- Портрет И. А. Бека (1807—1842), около 1839
- Портрет баснописца И. А. Крылова, 1839
- Портрет члена Государственного совета князя А. Н. Голицына, 1840
- Портрет писателя А. Н. Струговщикова, 1840
- Портрет архитектора и художника А. П. Брюллова, 1841
- Портрет герцога Максимилиана Лейхтенбергского (1817—1852), 1849
- Портрет Пашкова, 1836
- Христос во гробе, 1845—1846

### Акварели
- Портрет К. А. и М. Я. Нарышкиных, 1827
- Прерванное свидание (Вода уж чрез край бежит), 1827
- Портрет Г. Н. и В. А. Олениных, 1827
- Джованина Пачини, 1831
- Портрет великой княжны Марии Николаевны (1819—1876), 1837, этюд
- Портрет кн. Е. П. Салтыковой, 1833—1835
- Ольга Ферзен на ослике, 1835
- Всадники. Парный портрет Е. Мюссара и Э. Мюссар, 1849
- Портрет графини Юлии Павловны Самойловой, 1830

## Оценки
Брюллов был современником Делакруа и Энгра. «Плот „Медузы“» Жерико написан в 1819 году, «Резня на Хиоссе» — в 1824, а «Свобода на баррикадах» — в 1830. Таким образом тематически творчество Брюллова не было чем-то новым — оно вполне укладывается в академическую систему, к которой относился художник. В портретах Брюллова есть некоторая импульсивность и неуловимое движение, они приятны и не темны по колориту. Меланхолия, пронизывающая его поздние портреты, сближает Брюллова с романтиками.
Отношение к наследию художника в культурной среде неоднозначно. А. С. Пушкин, Н. В. Гоголь, А. А. Фет и многие другие восхищались творчеством мастера, в то время как И. С. Тургенев порицал в творчестве Брюллова декоративность и отвлечённый романтизм. По его определению, Брюллов писал «трескучие картины с эффектами, но без поэзии и без содержания…».
К 225-летию Карла Брюллова в Русском музее открылась выставка «Великий Карл».

## Влияние
Брюллов, в отличие от Пушкина и своего друга Глинки, не оказал столь существенного влияния на русскую живопись, как они — на литературу и музыку соответственно. Однако психологическую тенденцию брюлловских портретов можно проследить у всех русских мастеров этого жанра: от Крамского и Перова до Серова и Врубеля.
Глубоко и тщательно изучал творчество Брюллова знаменитый русский художник Н. Н. Ге. В первых его картинах отчётливо чувствуется сильное влияние брюлловских полотен — вплоть до схожести в использовании некоторых композиционных и колористических приёмов, изображении поз героев и их жестикуляции.

## Память
- Именем Карла Брюллова названа улица в Москве.
- В честь братьев Брюлловых названа улица в Санкт-Петербурге[11].
- 20 сентября 2013 года на острове Мадейра (Португалия), в центральном парке города Фуншал был установлен бронзовый бюст Карла Брюллова[12].

- Почтовая марка СССР, 1952 год
- Почтовая марка СССР, 1957 год. 200 лет Академии художеств: К. П. Брюллов, И. Е. Репин, В. И. Суриков
- Почтовая марка СССР, 1968 год: картина «Последний день Помпеи»
- Почтовая марка России, 1999 год
- Почтовая марка СССР, 1973 год
- Почтовый блок Почты России, 2024 год
- Карл Брюллов на Памятнике «1000-летие России» в Великом Новгороде
- Бронзовый бюст Карла Брюллова в центральном парке города Фуншала на острове Мадейра (Португалия)